# Vinica pri Šmarjeti
Vinica pri Šmarjeti este o localitate din comuna Šmarješke Toplice, Slovenia, cu o populație de 97 de locuitori.